# Мусин, Харис Гайнутдинович
Мусин Харис Гайнутдинович (19 августа 1952, д. Кукеево Рыбно-Слободский район, Татарская АССР) — доктор сельскохозяйственных наук, член-корреспондент Академии наук Республики Татарстан, заслуженный лесовод РФ, почетный работник лесного хозяйства РФ.
Окончил Лубянский лесхоз-техникум (1972 г.).
В 1972 г. — техник-лесовод Шугуровского лесничества Калейкинского леспромхоза.
В 1972—1974 гг. — служба в рядах Советской Армии.
В 1974—1975 гг. — бухгалтер, помощник лесничего Тюлячинского лесничества Кзыл-Юлдузского лесхоза.
В 1975—1986 гг. — инженер охраны и защиты леса, главный лесничий Кзыл-Юлдузского лесхоза.
В 1986 г. — инженер отдела лесовосстановления министерства лесного хозяйства Республики Татарстан.
В 1986—2007 гг. — главный лесничий, директор «Пригородный лесхоз».
В 2007—2010 гг. — руководитель-лесничий ГБУ РТ «Пригородное лесничество».
В 2010—2011 гг. — заместитель министра лесного хозяйства Республики Татарстан.
С сентября 2011 г. — первый заместитель министра лесного хозяйства Республики Татарстан.
В настоящее время преподаватель кафедры лесоводства и лесных культур факультета лесного хозяйства и экологии ФГБОУ ВО «Казанский государственный аграрный университет».
Заслуженный лесовод РТ (1995 г.), заслуженный лесовод РФ (2004 г.)
Член ученого совета филиала ФБУ ВНИИЛМ «Восточно-европейская ЛОС», член научно-технического совета Министерства лесного хозяйства РТ.
Награжден почетной грамотой агентства лесного хозяйства по РТ, знаком «30 лет службы в государственной лесной охране» (2005), знаком отличия «За труд и доблесть на благо Казани» (2012).
Является автором 69 научных трудов в области лесного хозяйства, в том числе 4 монографий.
Принимал участие в разработке основ моделирования сбалансированного рекреационного леса непрерывного пользования и концепции постоянства лесопользования в рекреационных лесах, с последующим внедрением в лесничествах Республики Татарстан. Методики оценки рекреационного потенциала лесов в условиях интенсивной рекреации реализованы на практике в лесоустроительном проектировании рекреационных зон.
Совместно с учёными лесного отделения Дрезденского технического университета г. Тарандт инициировал в РТ научно-исследовательские проекты: "Создание и использование лесных плантаций в Республике Татарстан «LesPlan» и "Оптимизация смешанных насаждений дуба черешчатого и липы мелколистной «OMSK»
Участвовал в реализации нескольких научных проектов по ведению лесного хозяйства в условиях повышенных рекреационных нагрузок. Научные труды отражены в учебных пособиях и и используются непосредственно в учебном процессе в высших учебных заведениях (курс «Рекреационное лесоводство»).

## Звания и награды
- Заслуженный лесовод РТ (1995)
- Заслуженный лесовод РФ (2004)